# Ceavdar, Sofia
Ceavdar (în bulgară Чавдар) este un sat în comuna Ceavdar, regiunea Sofia,  Bulgaria. 

## Demografie
Componența etnică a satului Ceavdar
     Bulgari (92,13%)
     Romi (3,38%)
     Nicio identificare (4,48%)
     Altele (0%)
La recensământul din 2011, populația satului Ceavdar era de 1.272 locuitori. Din punct de vedere etnic, majoritatea locuitorilor (92,13%) erau bulgari, cu o minoritate de romi (3,38%). Pentru 4,48% din locuitori nu este cunoscută apartenența etnică.